# Charles Colinet
Pour les articles homonymes, voir Colinet.
Charles Colinet, né le 26 septembre 1839 aux Loges-en-Josas et mort le 11 mai 1905 à Fontainebleau, est un constructeur des ponts et chaussées, « sylvain » de la forêt de Fontainebleau et continuateur de l’œuvre de Claude François Denecourt (1788-1875).

## Biographie

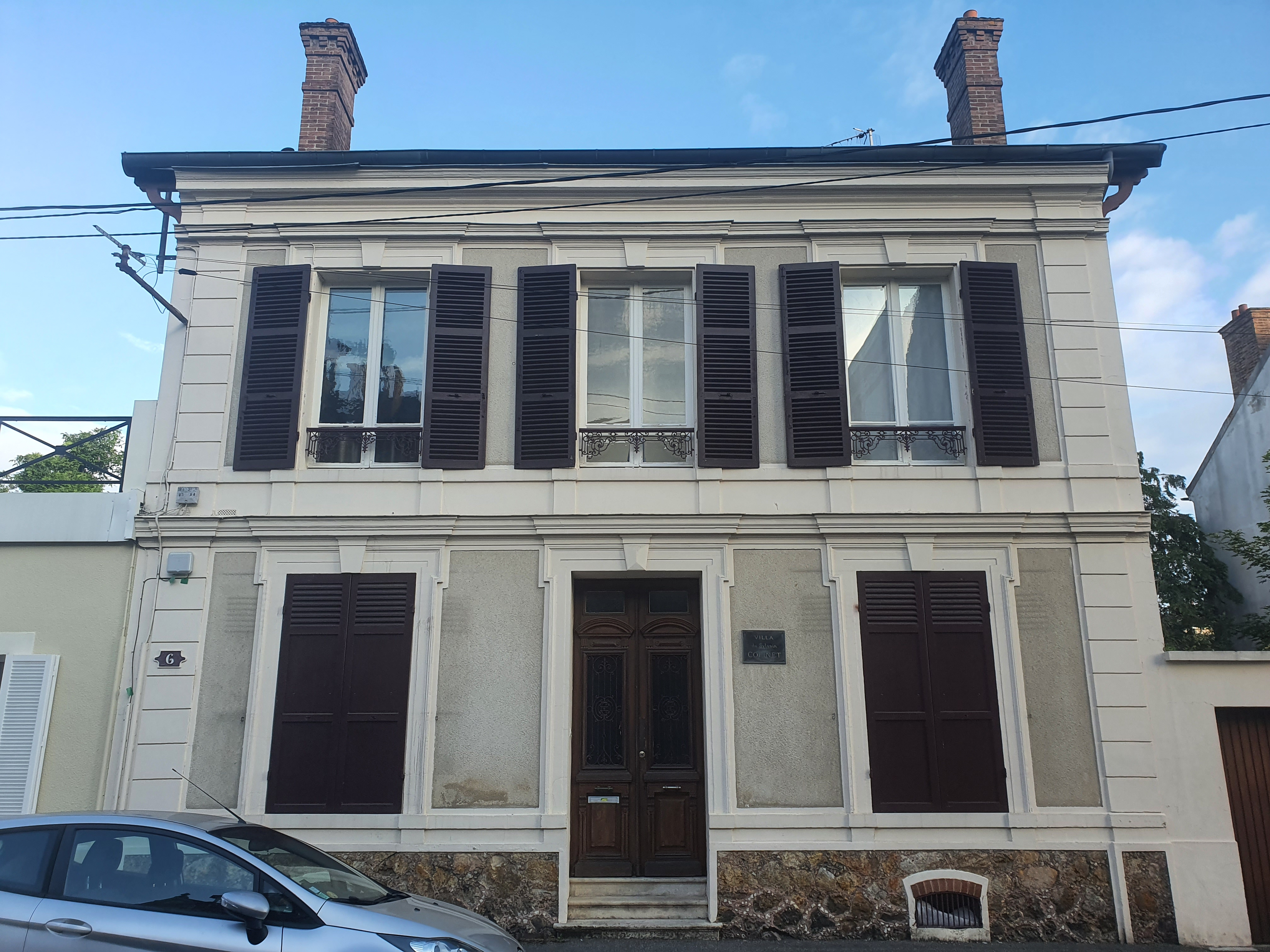
« Villa du sylvain Colinet » au no 6 de la rue Victor-Hugo à Fontainebleau, où a habité Colinet.

De 1875 à sa mort, il continua à entretenir et étendre le réseau de sentiers dans la forêt de Fontainebleau, sentiers qui portent aujourd'hui le nom de « Denecourt-Colinet », et à publier les éditions de la « carte topographique de la forêt de Fontainebleau ».
Malade depuis un an, il meurt le 11 mai 1905 au matin. Ses obsèques sont célébrées le 13 mai, à l'église Saint-Louis de Fontainebleau. Il est inhumé au cimetière de Fontainebleau.
Son épouse, Mme Colinet, poursuit son travail après 1905 et publie ses cartes.

## Postérité
En 1900, un comité décide d'offrir à Charles Colinet un médaillon en bronze réalisé par Léo Gausson (1860-1944), en remerciement pour ses 25 ans de travaux pour la forêt. Il sera placé sur un rocher. Ce médaillon porte la mention "Au sylvain de la forêt de Fontainebleau" qui sera reprise sur son acte de décès.

Mare du Sylvain Colinet, dans la forêt de Fontainebleau.
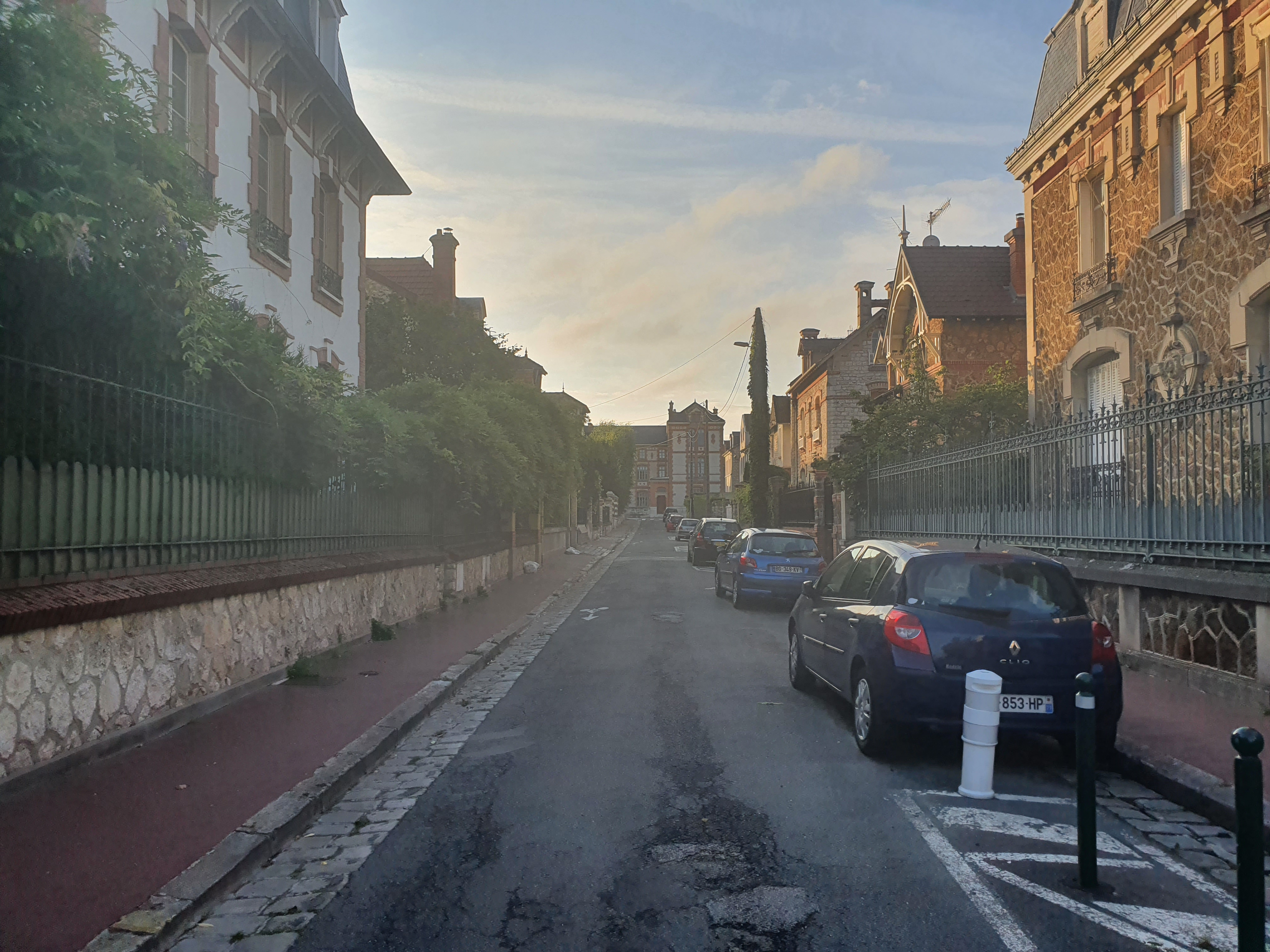
Rue du Sylvain-Colinet, au nord-ouest de Fontainebleau.
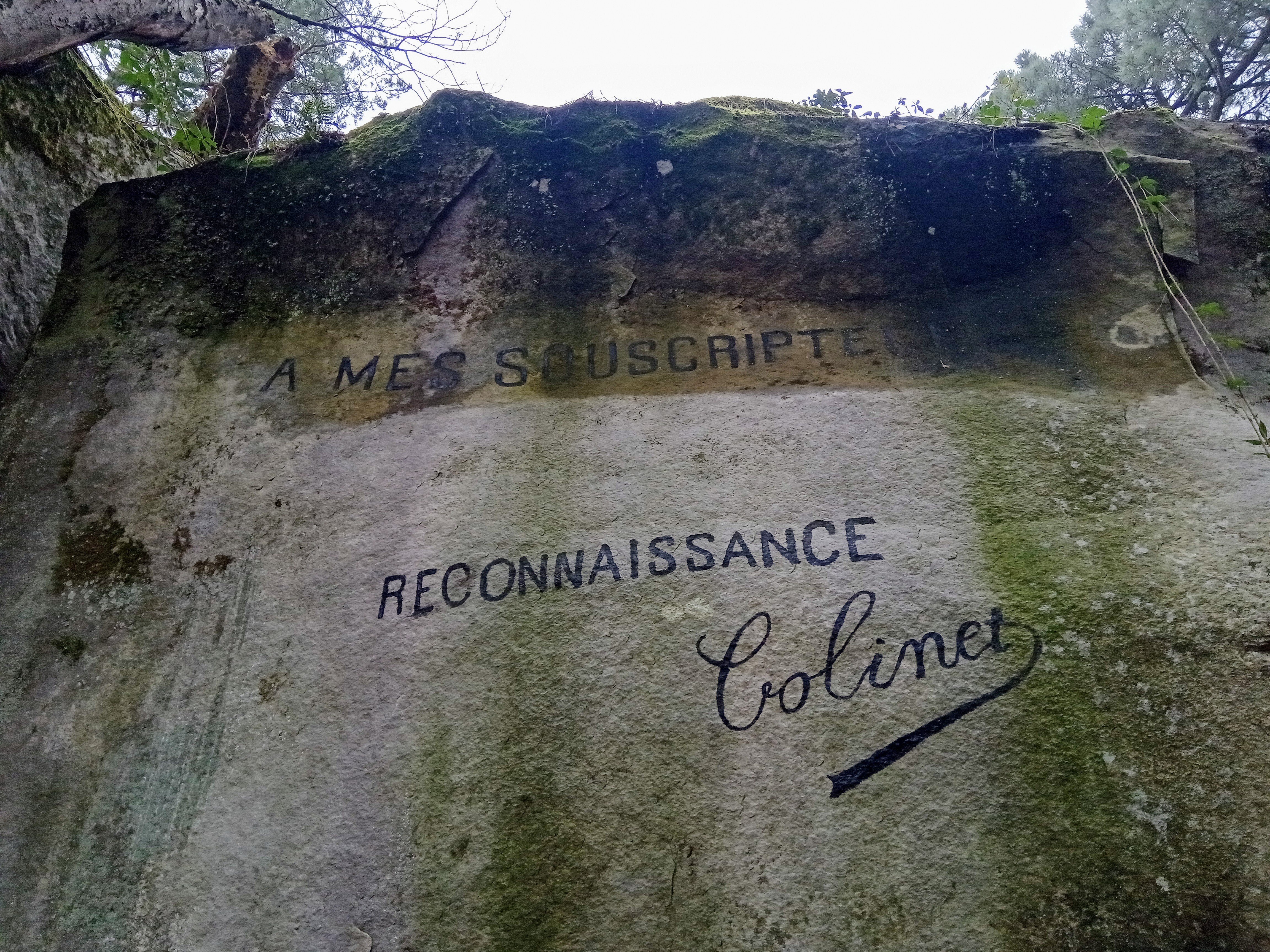
Dédicace de Colinet le long du circuit Denecourt-Colinet n° 5.

## Productions

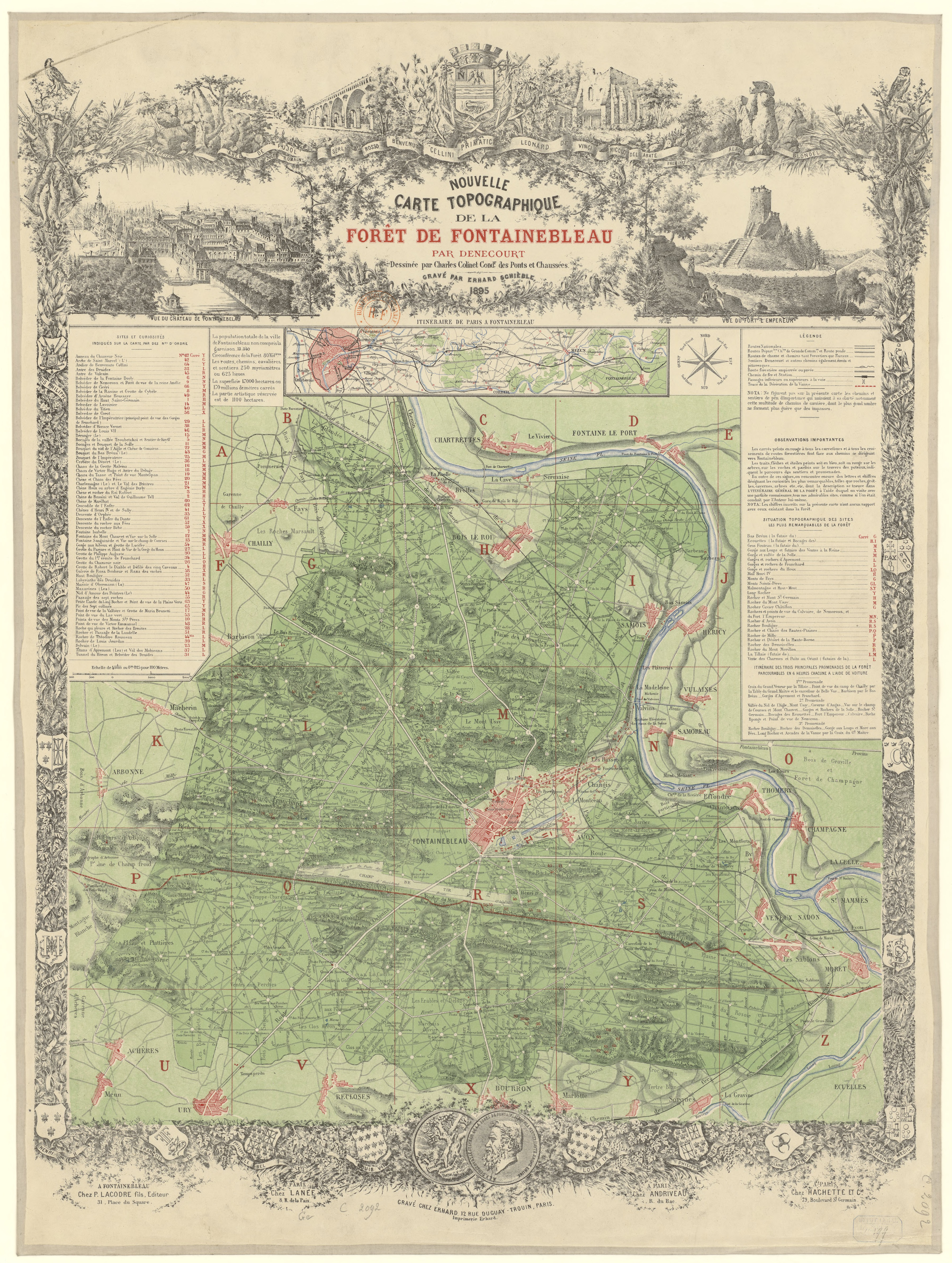
Carte de la forêt de Fontainebleau dessinée par Colinet, en 1895.
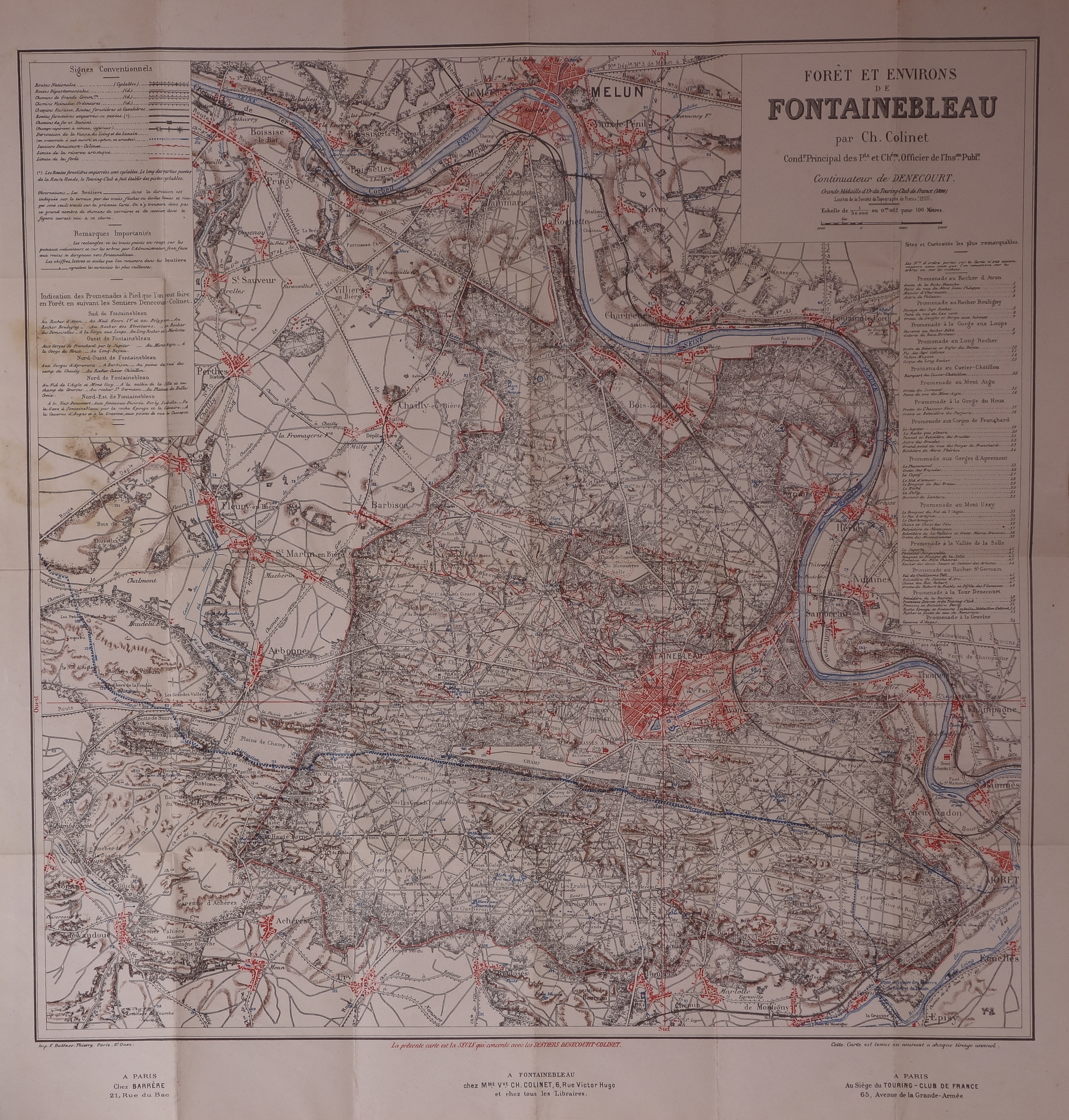
Carte de la forêt de Fontainebleau réalisée par Colinet, et publiée en 1906.

- Monuments, croix et fontaines de la forêt de Fontainebleau, complément à l'"Indicateur Denecourt-Colinet", Fontainebleau, 1895, 144 p. (OCLC 457873157)